# Pierwsza dziesięciocentówka
Pierwsza dziesięciocentówka (ang. Of Ducks And Dimes And Destinies) – komiks Dona Rosy z 1995 r.
Historia po raz pierwszy była wydana 12 czerwca 1995 r. na łamach duńskiego czasopisma Anders And & Co. Pierwsze polskie wydanie pochodzi z 26 października 1995 r.

## Fabuła
W trakcie obiadu u Donalda Sknerus opowiada Hyziowi, Dyziowi i Zyziowi o tym, jak zdobył swoją pierwszą dziesięciocentówkę. Magika DeCzar, podglądająca tę scenę za pomocą kryształowej kuli, wpada na pomysł zdobycia monety Sknerusa. Planuje przenieść się w czasie do Glasgow w 1877 i odebrać małemu Sknerusowi monetę.